# Betonnen golfbrekerelementen

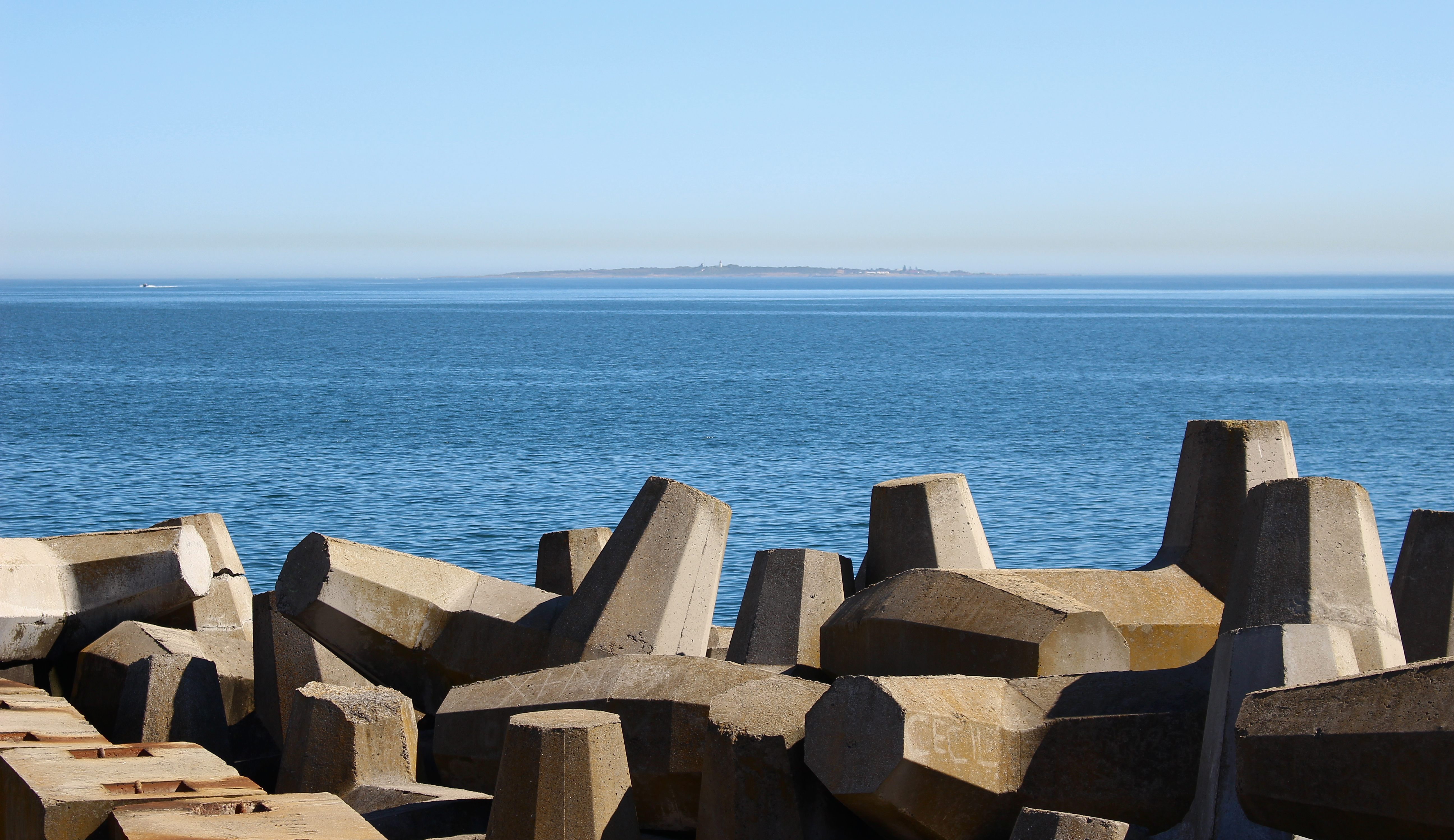
Dolosse in Kaapstad (Zuid-Afrika)

Betonnen golfbekerelementen zijn van beton gemaakte elementen die op het talud van golfbrekers geplaatst worden om te zorgen dat deze niet door de golfslag beschadigd worden. 

## Algemeen
Betonnen golfbrekerelementen worden over het algemeen toegepast in golfbrekers en kustbescherming. Ze worden toegepast als er geen waterbouwsteen van voldoend groot gewicht beschikbaar is. Deze elementen kunnen in theorie ook toegepast worden als vervanging van waterbouwsteen, maar dat gebeurt eigenlijk nooit, omdat dit een te kostbare oplossing is. Als waterbouwsteen beschikbaar is, is dat altijd goedkoper. 
De elementen worden in een enkele of dubbele laag geplaatst als de buitenste laag van de constructie. Deze buitenste laag wordt de armourlaag genoemd (hiervoor bestaat geen goede Nederlandse term). De functie van de armourlaag in deze constructies is tweevoudig. Ten eerste moet het het fijnere materiaal onder de armourlaag beschermen tegen hevige golfbewegingen. Ten tweede zal de armourlaag de golfenergie dissiperen om golfoploop, golfoverslag en reflectie te verminderen. Deze twee functies vereisen een zware, poreuze laag.
Betonnen golfbrekerelementen zijn altijd van ongewapend beton. Gewone wapening heeft geen zin, omdat die pas effectief wordt als er haarscheurtjes in het beton ontstaan en dat mag niet in een zoute spatwateromgeving. Voorspanning zou kunnen, maar is te kostbaar. Normaal beton C25/30 is over het algemeen geschikt voor de productie. Voor elementen vanaf 10 m3 gebruikt men beton C28/35, en voor hele grote elementen (>15 m3) wordt C35/45 geadviseerd. Soms wordt echter om andere redenen beton van hogere sterkte toegepast, bijv. als snel sterkte nodig is voor versneld ontkisten, of omdat er naast golfbelasting ook ijsbelasting is. Bij dit soort volumineuze betonelementen moet de temperatuurstijging bij het verharden wel gecontroleerd worden, om spanningen in het materiaal te voorkomen..
De elementen kunnen verdeeld worden in twee types, de volumineuze elementen en de slanke, in elkaar hakende elementen. Beide typen kunnen zowel geordend als willekeurig geplaatst worden. 

## Volumineuze elementen

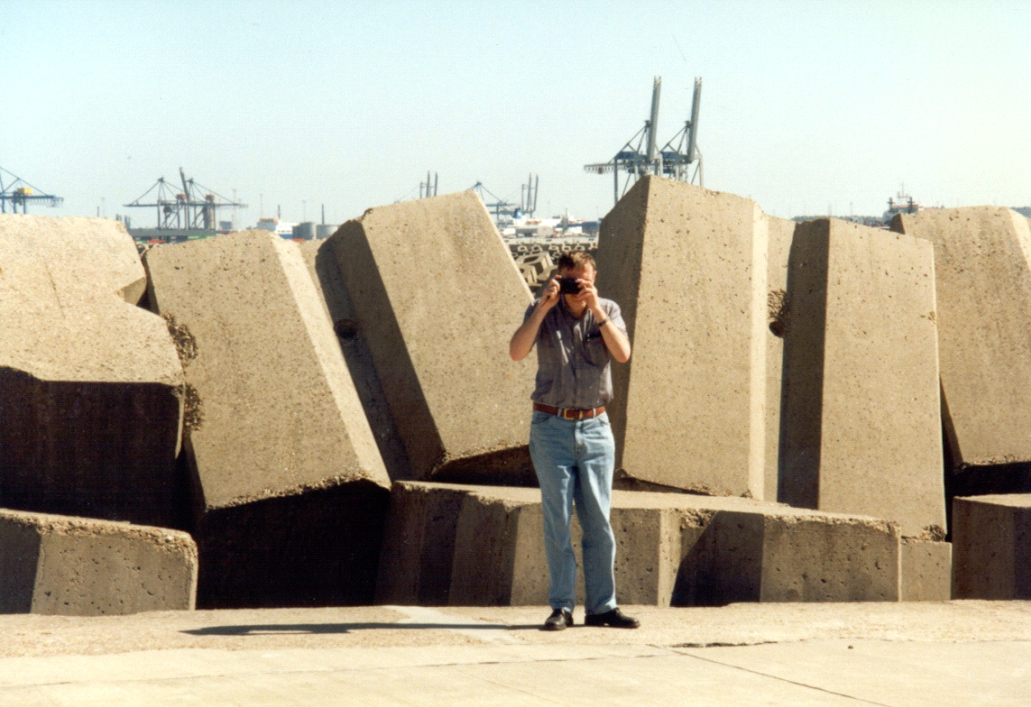
Antifer-kubus op de golfbreker van Zeebrugge (België)

Het meest klassieke element is de betonnen kubus, zoals toegepast in de golfbrekers van Hoek van Holland en Scheveningen. Het voordeel van de kubus is dat deze zeer eenvoudig te fabriceren is, en eenvoudig te plaatsen is. Het bezwaar is dat het betongebruik per meter golfbreker behoorlijk hoog is, temeer omdat de kubussen altijd in twee lagen geplaatst moeten worden.

### Antifer-kubus
Een variant op de kubus is de gemodificeerde kubus, of Antifer-kubus. Dit is een iets taps toelopende kubus met sleuven in de verticale kanten. Dit blok is zo genoemd, omdat het voor het eerst toegepast is bij de oliehaven van Antifer in Frankrijk. De golfbreker van Zeebrugge bestaat voor een groot gedeelte ook uit Antifer-kubussen. Er zijn ook extreem zware Antifer-kubussen toegepast, bijv. bij het herstel van de golfbreker van Sines in Portugal; deze zijn 105 ton

### Haro

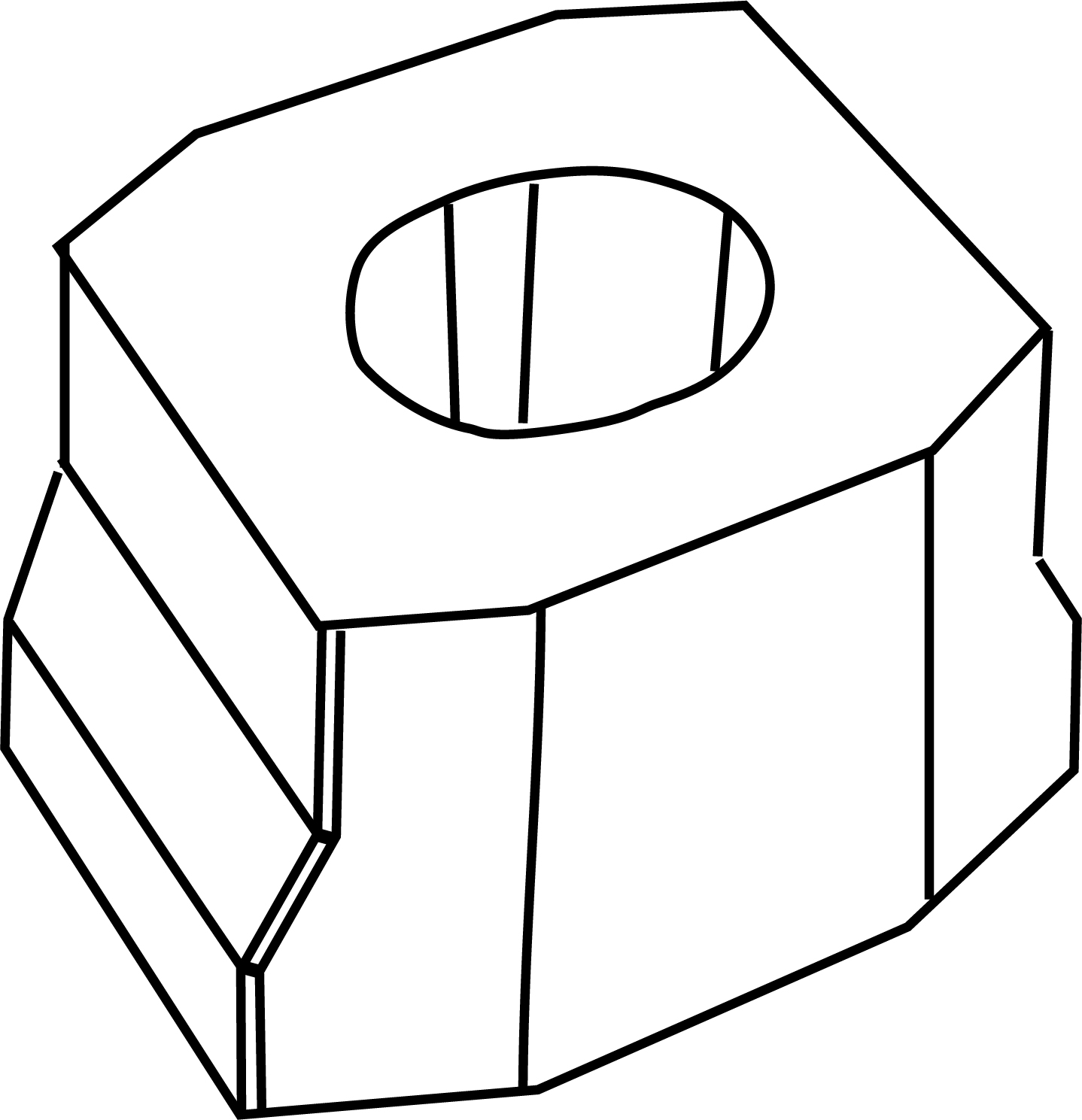
Haro

Rond 1990 is on België het Haro-blok ontwikkeld. Feitelijk is het een wat aangepaste kubus met een groot gat in het midden. Het blok scoort goed op het tegengaan van golfreflectie. Het blok is bij een aantal Belgische golfbrekers toegepast.

### Cubipod

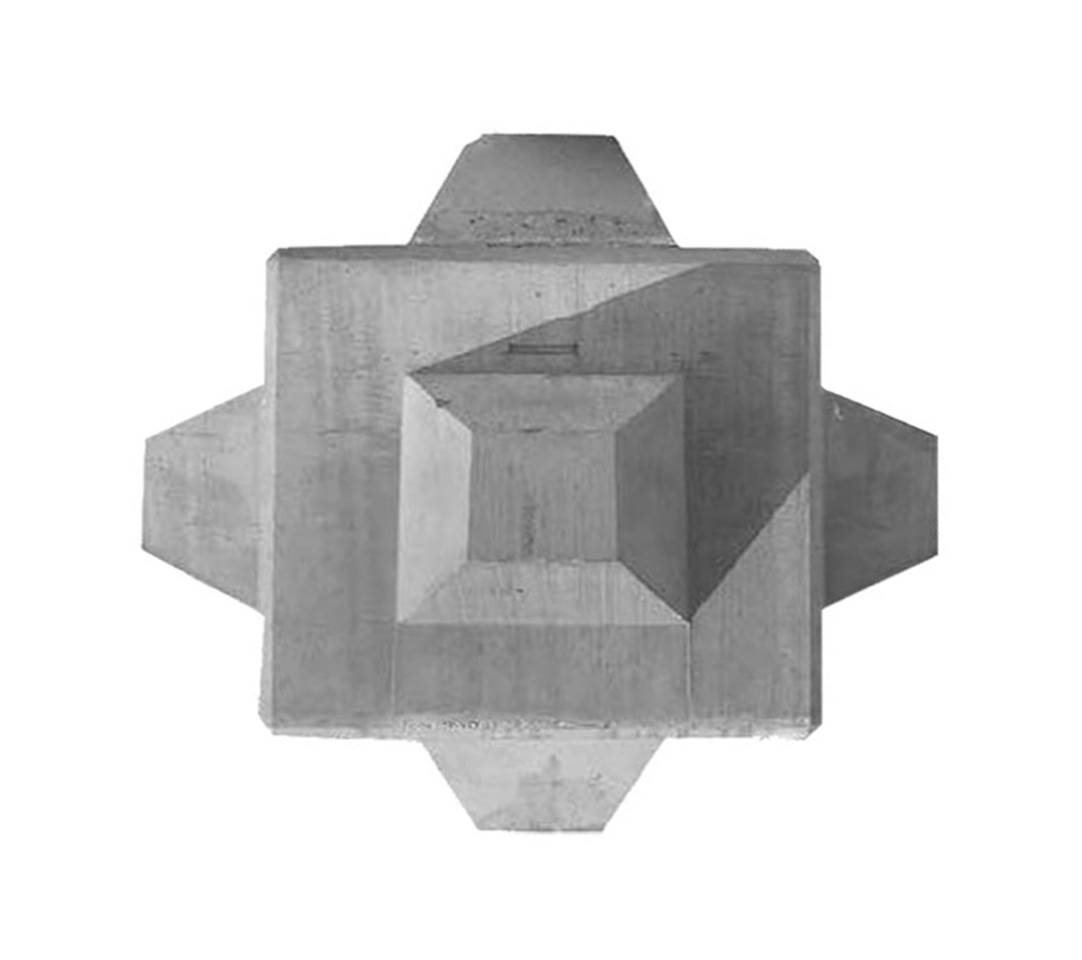
Cubipod

In 2007 is in Spanje een nieuwe variant op de kubus ontwikkeld, de Cubipod. Dit is een kubus met op alle zes de vlakken een kleine uitstulping. De Cubipod is in Spanje nu een aantal malen toegepast, en een keer in Algerije (door een Spaanse aannemer).
Meestal worden volumineuze elementen willekeurig geplaatst in een dubbele laag. De Cubipod wordt echter in een enkele laag toegepast. Voor de standaard kubus is dat ook onderzocht, en dat blijkt ook mogelijk te zijn, de kubussen worden dan wel regelmatig geplaatst. In de praktijk is dat echter nog niet toegepast.  

## In elkaar hakende elementen

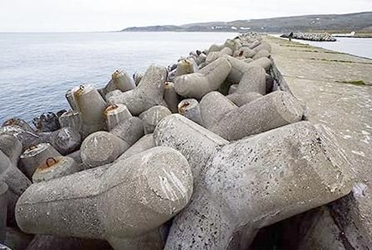
Tetrapod

### Tetrapod
Omdat de volumineuze elementen veel beton vereisen, is men op zoek gegaan naar elementen die als het ware in elkaar haken. Een van de eerste slanke elementen die op de markt kwam is de Tetrapod, uitgevonden door Sogreah in Frankrijk. Dit element is veel toegepast, en wordt zo nu en dan nog wel toegepast. Het probleem van de Tetrapod is dat deze in twee lagen moet worden toegepast. Dat vereist veel beton. 

### Dolos
In de speurtocht naar nog slankere elementen kwam men op de Dolos, een Zuid-Afrikaanse vinding. Dit element heeft een heel groot haakvermogen en is zeer slank. Hierdoor wordt een behoorlijke besparing op betongebruik bereikt. In het laboratorium bleek het element zeer stabiel te zijn. Echter bij het opschalen bleek er een groot probleem. Door de kleine bewegingen van de Dolosse braken ze. Een keerpunt was de golfbreker van Sines in 1978, waar dolosse van 40 ton werden toegepast. Tijdens een niet al te zware storm tijdens de bouw is deze golfbreker bezweken. Dit leidde tot een uitgebreid onderzoek, en sindsdien is de Dolos nog maar zeer beperkt toegepast. 

### Accropod
In 1981 kwam Sogreah met de Accropod, een element dat niet gevoelig was voor breken en in een enkele laag kon worden toegepast. Dit element was zeer succesvol, en is bij honderden golfbrekers toegepast. Een bezwaar van dit element was dat in verband met de vlakke boven- en onderkant, er zeer stringente plaatsingseisen waren. Dit vereiste in veel gevallen begeleiding van het plaatsen door duikers, waardoor er veel tijdverlies optrad.

### Xbloc
Dit probleem is opgelost door twee nieuwe blokken, het Xbloc ontwikkeld door Delta Marine Consultants in Gouda (onderdeel van de BAM) in 2001 en de Accropod II, ontwikkeld door CLI uit Grenoble (2004) (CLI is het bedrijf dat de rechten voor de Accropod namens Sogreah (nu Artelia) beheerd).

### Core-Loc
Doordat er nogal wat schade ontstond aan Dolos golfbrekers was er behoefte aan een element waarmee deze golfbrekers zonder al te veel moeite gerepareerd konden worden. Dit onderzoek werd gedaan door het US Corps of Engineers en leidde rond 1995 tot de Core-loc. Dit is een ingekorte versie van de Dolos, met een extra dwars element. Het bleek ook mogelijk om de Core-loc voor nieuwe golfbrekers te gebruiken; het blok wordt dan in twee lagen toegepast. In Noord- en Zuid-Amerika en in Afrika zijn de gebruiksrechten in handen van Prestedge-Retief-Dresner-Wijnberg, in de rest van de wereld wordt dit blok vermarktdoor CLI. Voor USACE-projecten is het blok rechtenvrij.
Naast de hierboven genoemde elementen zijn er nog tientallen. De PIANC-catalogus uit 2004 geeft er 217, sindsdien zijn er nog veel bijgekomen. Echter de meeste daarvan zijn nooit uit het laboratoriumstadium gekomen. De overige zijn vaak maar één of twee keer toegepast. Verder zijn er een aantal die niet meer aan de huidige eisen voldoen (zoals bijv. de Cob en de Shed).

## Patent en auteursrecht

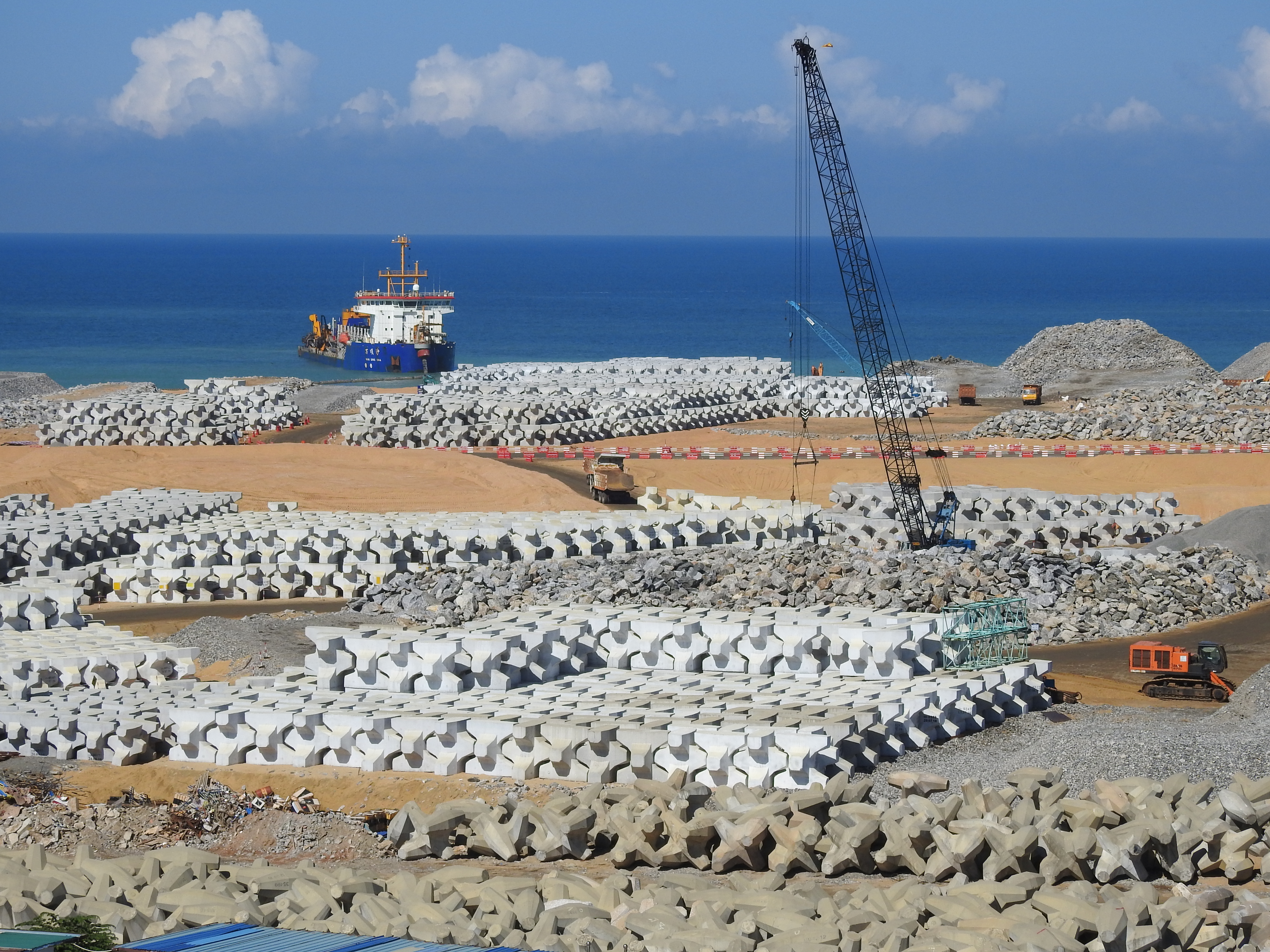
Opslag van Chinapods voor Colombo Port City

De meeste moderne elementen zijn beschermd door een patent, zoals de Accropod II, Xbloc, Cubipod en Core-loc. De Dolos is nooit gepatenteerd. Het patent van de Accropod (I) is verlopen. Echter, de naam Accropod is beschermd door het auteursrecht. Het is dus op dit moment toegestaan om een element in de vorm van een Accropod (I) te maken, maar niet om dat element Accropod te noemen. In 2018 is een oeververdediging bij Colombo, Sri Lanka gemaakt door de Chinese aannemer CHEC. Deze aannemer heeft daar de Chinapod toegepast, die er identiek uitziet als de Accropod (I), maar niet zo heet.  

## Bepaling van het benodigde blokgewicht
Over het algemeen worden deze elementen berekend met de Hudson-formule. Dit kan omdat ze vrijwel altijd toegepast worden op een golfbreker met een doorlatende kern. En omdat het in alle gevallen om kostbare werken gaat, worden altijd schaalproeven gedaan in het laboratorium.